# Mirela Manjani
Mirela Manjani (grekiska: Μιρέλα Μανιάνι), född 21 december 1976, Durrës, Albanien, är en grekisk före detta friidrottare som tävlade i spjutkastning. 
Manjani föddes i Albanien och tävlade för Albanien till 1997 då hon gifte sig med den grekiska tyngdlyftaren George Tzellii och blev grekisk medborgare. 
1999 vann Manjani VM-guld i Sevilla. Vid Olympiska sommarspelen 2000 slutade Manjani tvåa efter Trine Hattestad. Vid VM 2001 blev hon åter tvåa denna gång efter kubanskan Osleidys Menéndez. EM 2002 slutade med seger för Manjani och den följdes upp med seger vid VM 2003. Manjanis senaste större mästerskap var Olympiska sommarspelen 2004 och då slutade hon på tredje plats.
Manjanis personliga rekord är 67,51 och från OS 2000.